# 葉蓬
葉 蓬（よう ほう）は、中華民国の軍人。南京国民政府（汪兆銘政権）の要人である。号は孛孛、一忠。

## 事跡
1917年（民国6年）、保定陸軍軍官学校に入学する。1919年（民国8年）、砲兵科第6期で卒業した。
1930年（民国19年）、武漢警備司令部少将参謀長に昇進している。1932年（民国21年）、湖北警備旅長兼武漢警備司令に就任した。1934年（民国23年）4月、武漢市公安局局長を兼任している。翌年10月、南京に異動して、中華民族復興社に加入し、国民政府鉄道部鉄道隊警察総局局長に任命された。しかし、張群暗殺を謀ったとして、まもなく罷免された。1936年（民国25年）3月、陸軍中将に昇進した。
1939年（民国28年）8月、汪兆銘（汪精衛）に合流して、その下で中国国民党中央委員に任命された。上海で中央陸軍訓練団教育長に任ぜられ、年末には武漢綏靖公署上将主任となる。翌年3月、正式に南京国民政府が成立すると、中央政治委員会委員と軍事委員会委員を兼任した。8月、中央陸軍軍官学校武漢分校教育長に任命されている。1941年（民国29年）11月、陸軍第29師師長を兼任した。
翌年6月、軍事委員会参謀本部参謀総長に任ぜられ、8月には陸軍編練監督にもなる。1943年（民国32年）1月、最高国防会議委員となる。4月、陸軍部部長に任ぜられた。1945年（民国34年）3月、湖北省省長と武漢綏靖主任公署主任を兼ねる。さらに新国民運動促進委員会委員となった。
日本敗北後の8月、一旦は蔣介石に再任用され、国民政府軍事委員会第7路軍総指揮となっている。しかし10月に、結局は漢奸として逮捕されてしまった。
1947年（民国36年）9月18日、葉蓬は、南京で処刑された。享年51。